# Xenoprosopa paradoxa
Xenoprosopa paradoxa (лат.) — вид двукрылых мух-жужжал, единственный в составе рода Xenoprosopa и подсемейства Xenoprosopinae Hesse, 1956 (Bombyliidae). Встречаются в Южной Африке.

## Описание
Мухи жужжала средних размеров: длина тела 10 мм, крылья редуцированы, мелкие, около 7 мм. Имеет редуцированные ротовые органы, лопастные пальпы и большую выпуклость на вентральной поверхности скапуса (напоминающую форму лопасти, найденную у рода Oniromyia), ноги короткие и слабые, щетинки отсутствуют на теле и ногах. Кроме того, и Oniromyia, и Xenoprosopa имеют относительно короткие крылья. Цвет кутикулы черноватый, с мелким белым чешуевидным ворсом на желтоватых постмаргинах брюшных тергитов.

## Классификация
Вид был впервые описан в 1956 году и выделен в отдельные монотипические род Xenoprosopa и подсемейство Xenoprosopinae  Hesse, 1956.
Род Xenoprosopa имеет сходство с родом Oniromyia. Однако, статус таксона Xenoprosopinae остаётся дискуссионным и он не был включён в филогенетический анализ в 1994 году. Подсемейство Xenoprosopinae, известно только по единственной самке Xenoprosopa paradoxa, собранной в Южной Африке. Oniromyia, и Xenoprosopa имеют относительно короткие крылья и большую выпуклость на вентральной поверхности скапуса. Эти особенности позволяют предположить родство между этими двумя родами. Если это родство подтвердится, то Xenoprosopinae Hesse, 1956, будет иметь приоритет при синонимизации Oniromyiinae Greathead, 1972.